# 海古兰·伊萨依
海古兰·伊萨依（1933年5月7日—2008年3月26日），是阿尔巴尼亚的政治家、党和国家领导人，阿尔巴尼亚劳动党中央政治局委员，阿尔巴尼亚内务部部长、部长会议副主席。